# Everything I Am
Everything I Am är den cypriotiska artisten Anna Vissis album som kom ut år 2000.

## Låtlista
1. Still In Love With You
2. Kick The Habit
3. Everything I Am
4. So In Love With Yourself
5. Way Out
6. I Was Made For Lovin' You
7. On A Night Like This
8. After You
9. Supernatural Love
10. No More The Fool
11. Moro Mou (No Tomorrow)
12. Forgive Me This